# (541001) 2017 XF58
(541001) 2017 XF58 es un asteroide perteneciente al cinturón de asteroides descubierto el 17 de enero de 2015 por el equipo del Spacewatch desde el Observatorio Nacional de Kitt Peak, Arizona, Estados Unidos.

## Designación y nombre
Designado provisionalmente como 2017 XF58.

## Características orbitales
2017 XF58 está situado a una distancia media del Sol de 2,344 ua, pudiendo alejarse hasta 2,478 ua y acercarse hasta 2,211 ua. Su excentricidad es 0,056 y la inclinación orbital 6,480 grados. Emplea 1311,44 días en completar una órbita alrededor del Sol.

## Características físicas
La magnitud absoluta de 2017 XF58 es 17,8. 